# Ниделв
«Ниделв» (норв. Nidelv Idrettslag) — норвежский спортивный клуб из Тронхейма, Сёр-Трёнделаг. Он имеет секции футбола, гандбола, флорбола, лёгкой атлетики, тяжёлой атлетики и лыжных гонок. Основан в 1952 году в результате слияния клубов «Нидарволл» и «Темпе». Последний был основан 19 октября 1930 года, и эта же дата считается датой основания «Ниделва».
Футбольная команда (мужская) в настоящее время играет в четвёртом дивизионе, пятый уровень норвежского футбола. «Ниделв» играл во втором дивизионе в течение многих лет. После понижения в классе в 1997 году команда выигрывала третий дивизион в 2000 и 2001 годах, но оба раза не смогла выиграть повышение через плей-офф. В 2002 году «Ниделв» выиграл плей-офф. Они выступали во втором дивизионе в 2003 и 2004 году до повторного понижения.